# Claudius Rey
Claudius Rey (Lyon, 8 de setembro de 1817 — 31 de janeiro de 1895) foi um entomologista da França. Descreveu 407 espécies e 116 gêneros na família Staphylinidae, além de diversas outras em co-autoria com Étienne Mulsant.

## Biografia
A família de Rey trabalhava no ramo de impressão, o que lhe deu autonomia financeira para iniciar suas pesquisas com besouros. Os negócios entraram em falência em 1847, mas recebeu a proposta de trabalhar com seu sobrinho numa vinha em Hyères, sul da França.
Em 1848 iniciou sua colaboração com Étienne Mulsant sobre os coleópteros de seu país, publicando continuamente até a sua morte. Apesar de publicarem conjuntamente, as descrições de Habrocerinae, Tachyporinae, Trichophyinae, Micropeplinae e
Steninae foram escritas apenas por Rey.
Em 1852 ele retornou para Lyon para morar com o seu irmão, apesar de continuar passando os invernos no sul.
Foi membro honorário da Sociedade Entomológica da França e foi presidente da Sociedade Francesa de Entomologia de 1882 até a sua morte.